# Soyaki
Soyaki – uzbecka odmiana białych winogron (winorośli właściwej).

## Historia
Odmiana uprawiana jest w Uzbekistanie. Nie jest znane pochodzenie szczepu. Nie wiadomo też, czy istnieje pokrewieństwo z odmianą Parkent (Parkentskii). Kultywar jest używany do produkcji wina i na winogrona stołowe. Uprawiany jest w Taszkencie i Samarkandzie. Wiadomo jednak, że w 2016 nie zgłoszono ani jednej uprawy tej odmiany.

## Charakterystyka
Odmiana cechuje się następującymi parametrami:
- zawartość suchej masy rozpuszczalnej w wodzie: 69,33 %,
- kwasowość miareczkowa (gr-100gr/l): 0,68,
- pH: 4,73,
- gęstość (g/cm3 ): 1220[2].